# David di Donatello 2024
La 69a edició dels premis David di Donatello 2024, presentada per l'Acadèmia del Cinema Italià va tenir lloc als Estudis Cinecittà, el 3 de maig de 2024, per homenatjar les millors pel·lícules italianes del 2023. Va ser presentada pels presentadors de la Rai Carlo Conti i Alessia Marcuzzi. A diferència de les edicions anteriors, l'esdeveniment va acollir la catifa vermella abans de la cerimònia, presentada per Fabrizio Biggio.

## Controvèrsia
La cerimònia de lliurament de premis es va veure afectada per polèmiques sobre l'elecció dels amfitrions arran d'una indiscreció publicada pel periodista d'Oggi Alberto Dandolo. En l'article, el periodista informava que la gestió s'havia confiat inicialment a Carlo Conti i Geppi Cucciari, però que l'encàrrec real a aquest últim hauria estat «bloquejat per alts nivells polítics» perquè «la comèdia és massa subversiva [.. .] per a la nova Rai de dretes». Alguns diaris van associar l'elecció arran del polèmica que va afectar la LXXVII edició del Premi Strega, dirigit per Cucciari, pel que fa a la votació expressada sobre els llibres en concurs dels ministre de cultura del govern Meloni Gennaro Sangiuliano. El Moviment 5 Estrelles va demanar aclariments al Govern sobre la suposada censura. Arran de les indiscrecions Sangiuliano va declarar que no estava implicat en els fets.

## Guanyadors i nominats

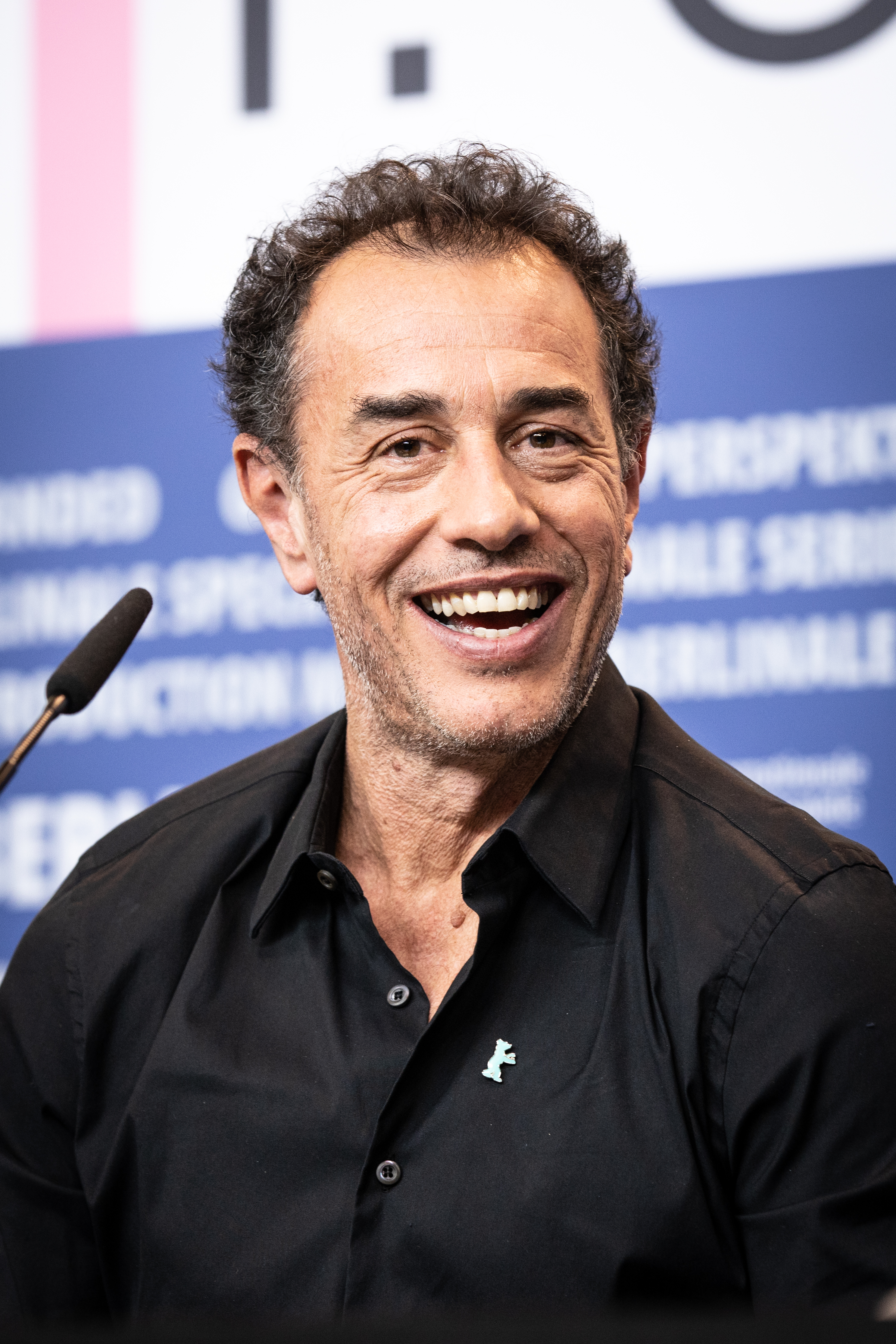
Matteo Garrone, premi al millor director

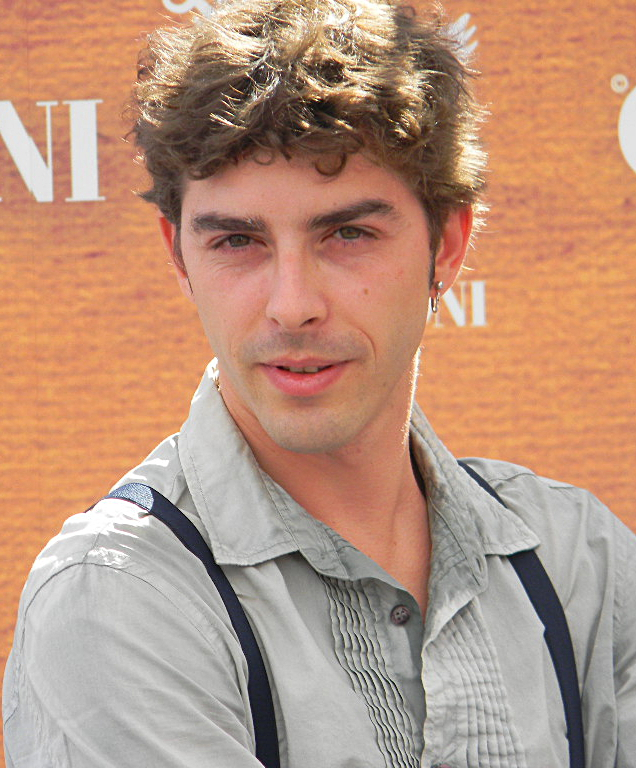
Michele Riondino, premi al millor actor

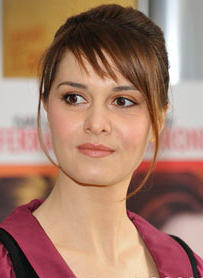
Paola Cortellesi, premi a la millor actriu

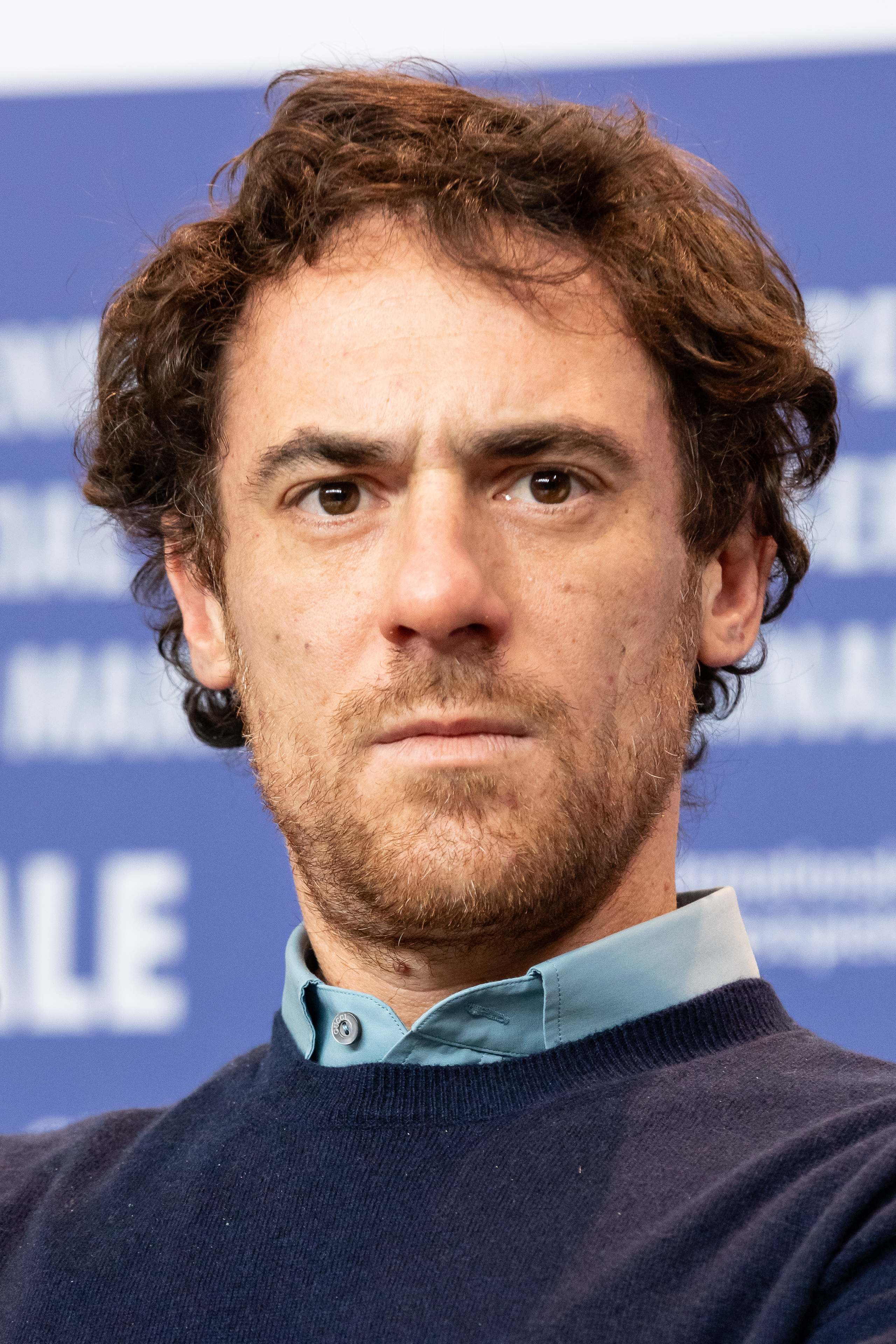
Elio Germano, premi al millor actor secundari

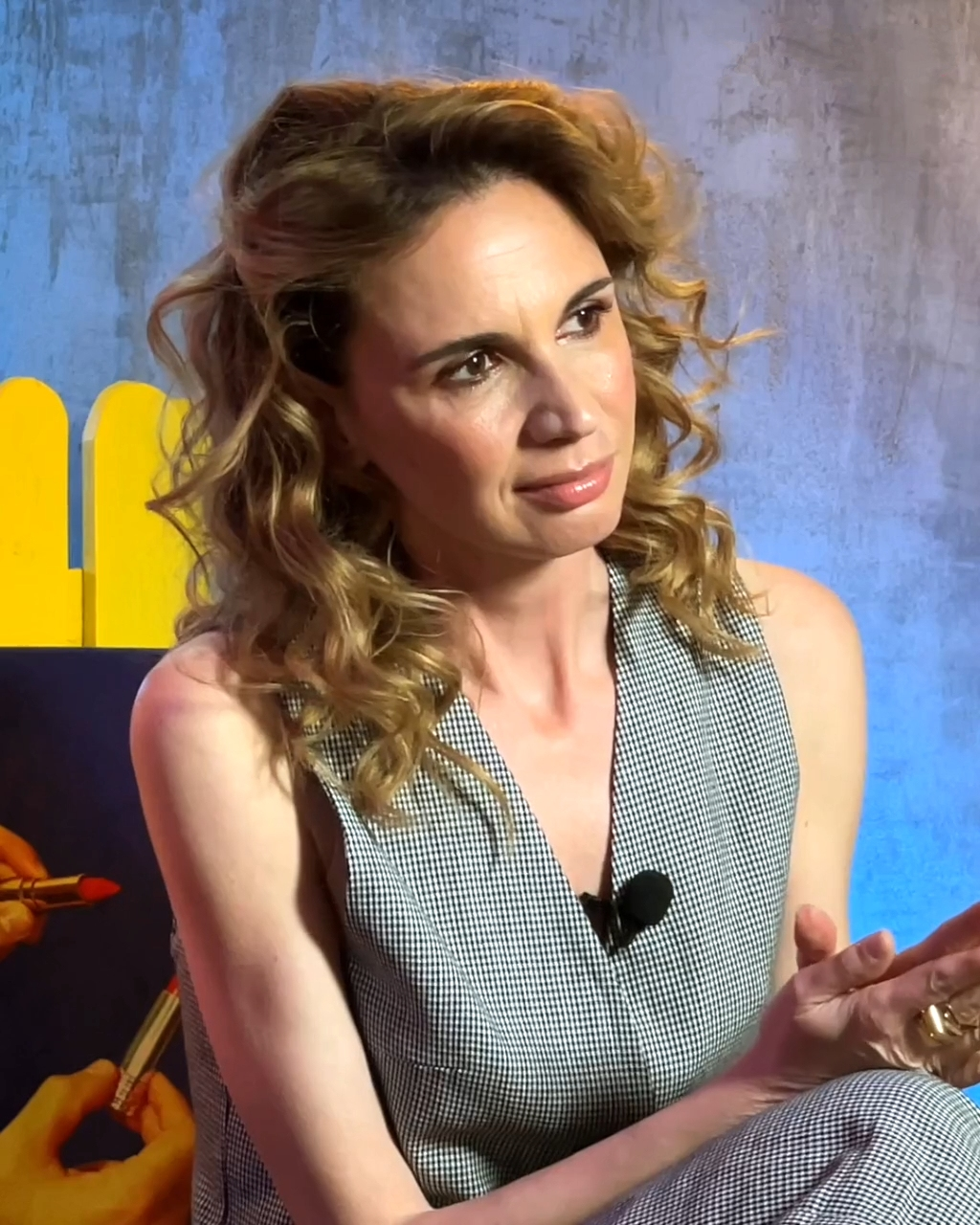
Emanuela Fanelli, premi a la millor actriu secundària

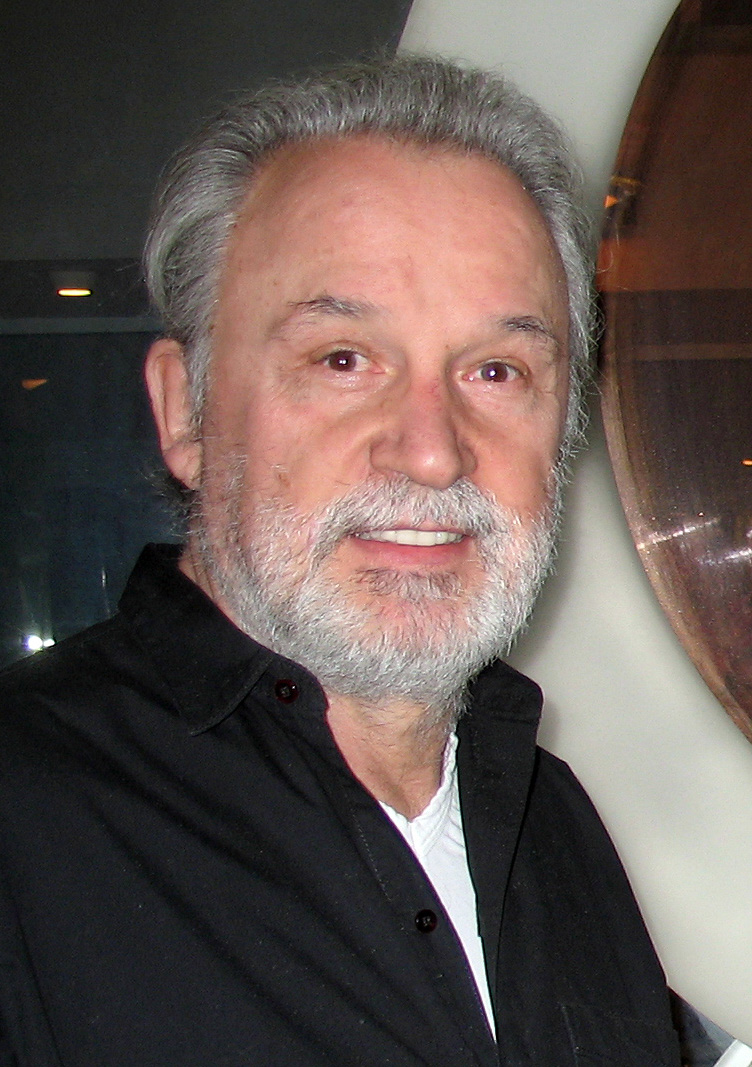
Giorgio Moroder, Premi a la carrera

Les nominacions es van anunciar el 3 d'abril de 2024. C'è ancora domani va rebre un total de dinou nominacions, seguida per Io capitano i La chimera amb quinze i tretze, respectivament. Io capitano va guanyar set premis, més que qualsevol altra pel·lícula de la cerimònia, inclosa Millor pel·lícula.
Els guanyadors s'enumeren primer, es destaquen en negreta i s'indiquen amb una doble daga ()
| Millor pel·lícula - Io capitano – dirigida per Matteo Garrone - Il sol dell'avvenire – dirigida per Nanni Moretti - La chimera – dirigida per Alice Rohrwacher - Rapito – dirigida per Marco Bellocchio - C'è ancora domani – dirigida per Paola Cortellesi | Millor productor - Io capitano – Archimede, Rai Cinema, Pathé, i Tarantula - La chimera – Carlo Cresto-Dina and Paolo Del Brocco, producers; Rai Cinema, AMKA Films Productions, i Ad Vitam Production - Comandante – Nicola Giuliano, Francesca Cima, Carlotta Calori, Viola Prestieri, Pierpaolo Verga, Edoardo De Angelis, Paolo Del Brocco, Attilio De Razza, Mariagiovanna De Angelis, i Antonio Miyakawa, produtors; Indigo Film, O'Groove, Rai Cinema, Tramp LTD, V-Groove, i Wise Pictures, productores - Disco Boy – Giulia Achilli, Marco Alessi, Lionel Massol, Pauline Seigland, i André Logie, productors; Dugong Films, Films Grand Huit, Panache Productions, productores - C'è ancora domani – Mario Gianani and Lorenzo Gangarossa, productors; Wildside, Vision Distribution, Sky, i Netflix, productores |
| Millor director - Matteo Garrone – Io capitano - Marco Bellocchio – Rapito - Andrea Di Stefano – Última nit a Milà - Nanni Moretti – Il sol dell'avvenire - Alice Rohrwacher – La chimera | Millor director novell - Paola Cortellesi – C'è ancora domani - Giacomo Abbruzzese – Disco Boy - Giuseppe Fiorello – Stranizza d'amuri - Micaela Ramazzotti – Felicità - Michele Riondino – Palazzina Laf |
| Millor actor - Michele Riondino – Palazzina Laf com a Caterino Lamanna - Antonio Albanese – Cento domeniche com a Antonio Riva - Pierfrancesco Favino – Comandante com a Salvatore Todaro - Valerio Mastandrea – C'è ancora domani com a Ivano - Josh O'Connor – La chimera com a Arthur                                                                                          | Millor actriu - Paola Cortellesi – C'è ancora domani com a Delia - Linda Caridi – Última nit a Milà com a Viviana - Isabella Ragonese – Come pecore in mezzo ai lupi com a Stefania/Vera - Micaela Ramazzotti – Felicità com a Desiré Mazzoni - Barbara Ronchi – Rapito com a Marianna Mortara |
| Millor actor no protagonista - Elio Germano – Palazzina Laf com a Giancarlo Basile - Giorgio Colangeli – C'è ancora domani com a Sor Ottorino - Adriano Giannini – Adagio com a Vasco - Vinicio Marchioni – C'è ancora domani com a Nino - Silvio Orlando – Il sol dell'avvenire com a Ennio                                                                                      | Millor actriu no protagonista] - Emanuela Fanelli – C'è ancora domani com a Marisa - Barbora Bobuľová – Il sol dell'avvenire com a Vera - Romana Maggiora Vergano – C'è ancora domani com a Marcella - Alba Rohrwacher – La chimera com a Frida - Isabella Rossellini – La chimera com a Flora |
| Millor guió original - C'è ancora domani – Furio Andreotti, Giulia Calenda, i Paola Cortellesi - La chimera – Alice Rohrwacher - Il sol dell'avvenire – Francesca Marciano, Nanni Moretti, Federica Pontremoli, i Valia Santella - Io capitano – Matteo Garrone, Massimo Gaudioso, Massimo Ceccherini, i Andrea Tagliaferri - Palazzina Laf – Maurizio Braucci i Michele Riondino | Millor guió adaptat - Rapito – Marco Bellocchio i Susanna Nicchiarelli; basat en el llibre Il caso Mortara de Daniele Scalise - Lubo – Giorgio Diritti i Fredo Valla; basat en la novel·la Il seminatore de Mario Cavatore - Misericordia – Emma Dante, Elena Stancanelli, and Giorgio Vasta; basat en l’obra d’Emma Dante - Mixed by Erry – Armando Festa i Sydney Sibilia; basat en el llibre de Simona Frasca - Scarlet – Pietro Marcello, Maurizio Braucci, i Maud Ameline; basat en la novel·la Scarlet Sails d’ Alexander Grin |
| Millor fotografia - Io capitano – Paolo Carnera - La chimera – Hélène Louvart - Comandante – Ferran Paredes Rubio - Rapito – Francesco Di Giacomo - C'è ancora domani – Davide Leone | Millor escenografia - Rapito – Disseny de producció: Andrea Castorina; Decoració: Valeria Vecellio - Io capitano – Disseny de producció: Dimitri Capuani; Decoració: Roberta Troncarelli - La chimera – Disseny de producció: Emita Frigato; Decoració: Rachele Meliadò - Comandante – Disseny de producció: Carmine Guarino; Decoració: Iole Autero - C'è ancora domani – Dissenya de producció: Paola Comencini; Decoració: Fiorella Cicolini |
| Millor músic - Adagio – Subsonica - Il sol dell'avvenire – Franco Piersanti - Io capitano – Andrea Farri - Última nit a Milà – Santi Pulvirenti - C'è ancora domani – Lele Marchitelli | Millor cançó original - "La mia terra" de Palazzina Laf – Música, lletra, i actuació de Diodato - "Adagio" de Adagio – Música i lletra de Samuel Umberto Romano, Massimiliano Casacci, Davide Dileo, Enrico Matta, i Luca Vicini; interpretat per Subsonica - "Baby" de Io capitano – Música d’Andrea Farri; lletra i interpretat per Seydou Sarr - "'O DJ (Don't Give Up)" de Mixed by Erry – Música, lletra i interpretat per Liberato - "La vita com'è" from Il più bel secolo della mia vita – Música, lletra i interpretat per Brunori Sas |
| Millor muntatge - Io capitano – Marco Spoletini - La chimera – Nelly Quettier - Rapito – Francesca Calvelli i Stefano Mariotti - Última nit a Milà – Giogiò Franchini - C'è ancora domani – Valentina Mariani | Millor so - Io capitano – Maricetta Lombardo, Daniela Bassani, Mirko Perri, i Gianni Pallotto - Il sol dell'avvenire – Alessandro Zanon, Marta Billingsley, Daniele Quadroli, i Paolo Segat - La chimera – Xavier Lavorel, Marta Billingsley, i Maxence Ciekawy - Comandante – Valentino Giannì, Alessandro Feletti, Mirko Perri, i Giancarlo Rutigliano - C'è ancora domani – Filippo Porcari, Alessandro Feletti, Luca Anzellotti, i Paolo Segat |
| Millor vestuari - Rapito – Sergio Ballo i Daria Calvelli - La chimera – Loredana Buscemi - Comandante – Massimo Cantini Parrini - Io capitano – Stefano Ciammitti - C'è ancora domani – Alberto Moretti | Millors efectes especials - Io capitano – Laurent Creusot i Massimo Cipollina - Adagio – Stefano Leoni iFlaminia Maltese - Comandante – Kevin Tod Haug i Stacey Dodge - My Summer with the Shark – Fabio Tomassetti i Daniele Tomassetti - Rapito – Rodolfo Migliari i Lena Di Gennaro |
| Millor maquillatge - Rapito – Enrico Iacoponi - Adagio – Antonello Resch, Lorenzo Tamburini, Michele Salgaro Vaccaro, i Francesca Galafassi - C'è ancora domani – Ermanno Spera - Comandante – Paola Gattabrusi i Lorenzo Tamburini - Io capitano – Dalia Colli, Roberta Martorina                                                                                                | Millor perruqueria - Rapito – Alberta Giuliani - La chimera – Daniela Tartari - Comandante – Massimo Gattabrusi - Io capitano – Stefano Ciammitti i Dalia Colli - C'è ancora domani – Teresa Di Serio |
| Millor documental - Laggiù qualcuno mi ama – dirigida per Mario Martone - Enzo Jannacci: Vengo anch'io – dirigida per Giorgio Verdelli - Io, noi e Gaber – dirigida per Riccardo Milani - Roma, santa e dannata – dirigida per Roberto D'Agostino, Marco Giusti, i Daniele Ciprì - Walls – dirigida per Kasia Smutniak                                                            | Millor curtmetratge - The Meatseller – dirigida per Margherita Giusti - In quanto a noi – dirigida per Simone Massi - Asterión – dirigida per Francesco Montagner - Foto di gruppo – dirigida per Tommaso Frangini - We Should All Be Futurists – dirigida per Angela Norelli |
| Millor pel·lícula internacional - Anatomia d'una caiguda () – dirigida per Justine Triet - As bestas ( / ) – dirigida per Rodrigo Sorogoyen - Fallen Leaves (/ ) – dirigida per Aki Kaurismäki - Killers of the Flower Moon () – dirigida per Martin Scorsese - Oppenheimer ( / ) – dirigida per Christopher Nolan                                                                | David Giovani - C'è ancora domani – dirigida per Paola Cortellesi - Comandante – dirigida per Edoardo De Angelis - Stranizza d'amuri – dirigida per Giuseppe Fiorello - Io capitano – dirigida per Matteo Garrone - L'ultima volta che siamo stati bambini – dirigida per Claudio Bisio |
| David especial - Milena Vukotic, David a la carrera - Giorgio Moroder, David a la carrera - Vincenzo Mollica, David especial | David dels Espectadors - C'è ancora domani, dirigida per Paola Cortellesi per assolir 5,534,653 espectadors |

## Pel·lícules amb múltiples nominacions i premis
| Nominacions | Pel·lícules             |
| ----------- | ----------------------- |
| 19          | C'è ancora domani       |
| 15          | Io capitano             |
| 13          | La chimera              |
| 11          | Rapito                  |
| 10          | Comandante              |
| 7           | Il sol dell'avvenire    |
| 5           | Adagio                  |
| 5           | Palazzina Laf           |
| 4           | L'ultima notte di Amore |
| 2           | Disco Boy               |
| 2           | Felicità                |
| 2           | Stranizza d'amuri       |
| 2           | Mixed by Erry           |

| Premis | Pel·lícula        |
| ------ | ----------------- |
| 7      | Io capitano       |
| 6      | C'è ancora domani |
| 5      | Rapito            |
| 3      | Palazzina Laf     |